# Isla Șimian
La isla Șimian (en rumano: Insula Șimian; en serbio: Šimijan) es una isla fluvial en el río Danubio, que pertenece a Rumania, justo aguas abajo de la ciudad de Turnu Severin y con vista a la ciudad de Șimian. Cuando la fortaleza histórica de Ada Kaleh iba a quedar sumergida por la Puerta de Hierro I, durante la construcción de una represa en el año 1968, se decidió trasladarla y reconstruirla en la isla de Șimian. Por esta razón, también es conocida como la "nueva Ada Kaleh", aunque el ambicioso plan de reasentamiento de la fortaleza nunca ha sido completado del todo.
Durante la construcción del puente de Trajano, en el siglo II d. C., la isla sirvió de base natural para la división de la represas de agua.